# Xusanwan

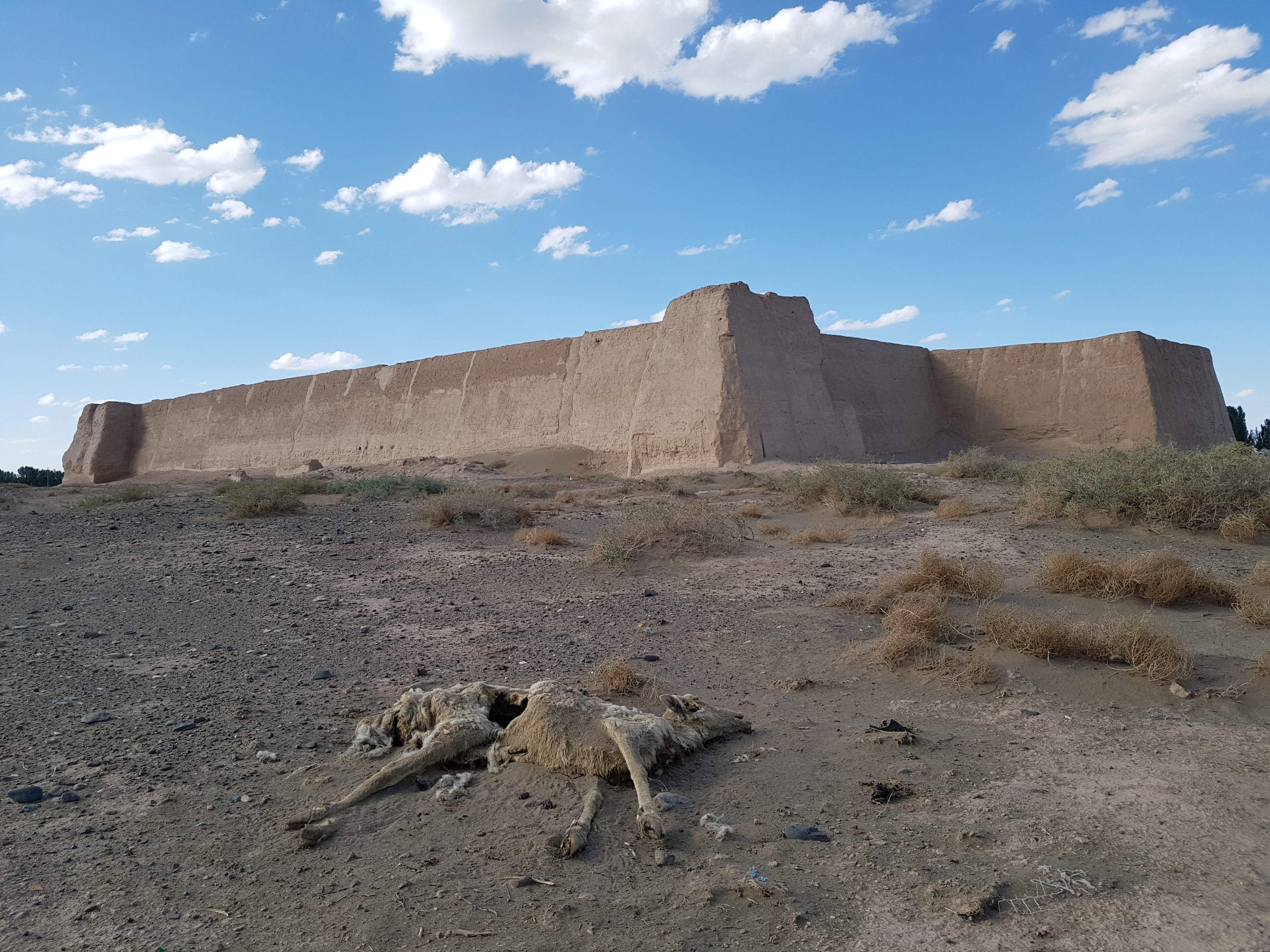
Xusanwan

Xusanwan (chinesisch 许三湾城及墓群, Pinyin Xǔsānwān chéng jí mùqún – „Alte Stadt und Gräber von Xusanwan“) ist eine archäologische Stätte der Han- bis Tang-Zeit im Kreis Gaotai der nordwestchinesischen Provinz Gansu. Sie liegt im Dorf Xusanwan (许三湾村) der Großgemeinde Xinba (新坝镇). Auf ihrem Gebiet wurden mehrere tausend Gräber der Han- bis Tang-Zeit entdeckt.
Die Alte Stadt und Gräber von Xusanwan (Xusanwan cheng ji muqun) stehen seit 2001 auf der Liste der Denkmäler der Volksrepublik China (5–124).